# 鲁斯·奥格贝弗
鲁斯·奥格贝弗（1972年4月18日—）是一名尼日利亚举重运动员，她曾在1999年世界举重锦标赛75公斤级比赛中获得铜牌。2000年，她参加了在悉尼举办的夏季奥运会，并在75公斤级比赛中获得银牌。